# Luigi Burlando
(Aldo Merlo)
Luigi Virgilio Romolo Burlando (Genova, 23 gennaio 1899 – Genova, 12 dicembre 1967) è stato un allenatore di calcio, calciatore e pallanuotista italiano.
Storica bandiera del Genoa e della Nazionale degli anni '20, la sua carriera sportiva andava dal calcio alla pallanuoto, dalla scherma col bastone al savate.
Il genovese "Luigin" (così veniva generalmente chiamato) fu un caso praticamente unico di campione sportivo: infatti fece parte contemporaneamente sia della nazionale di calcio sia di quella di pallanuoto, nella quale partecipò alle Olimpiadi di Anversa nel 1920. Cultore di ginnastica pura, fu anche campione di savate, il pugilato francese, molto in voga in quel periodo.

## Biografia
Rimasto orfano di madre mentre frequentava le elementari, dovette occuparsi dei due fratelli più piccoli e della cura della casa.
Trovato lavoro al porto di Genova, attività che non abbandonò nonostante i crescenti impegni sportivi, frequentava contemporaneamte la palestra dell'Andrea Doria, e il campo di calcio della SCA sul greto del Bisagno. Qualche responsabile della Doria notò anche le sue qualità calcistiche, assicurandosene le prestazioni.
Durante la prima guerra mondiale "Luigin", come ragazzo del '99, venne chiamato alle armi e partì come artigliere sul Piave.
Finita la dura parentesi bellica, dopo la duplice presenza alle Olimpiadi, venne contattato dai dirigenti del Genoa per militare nella sezione calcistica della società genovese. Quindi, passato al Genoa, giocava coi colori rossoblù il campionato di calcio, e in estate quello di pallanuoto coi colori doriani.
Dopo una lunga carriera come tecnico e preparatore nel Genoa e nella Nazionale "Luigin" morì nel dicembre 1967 all'età di 68 anni per un male incurabile.

## Carriera

### Giocatore

#### Calcio

##### Club
Fu un atleta di vigore inesauribile, che vedeva il calcio soprattutto come espressione atletica ma in possesso di tutti i cosiddetti fondamentali del calcio.

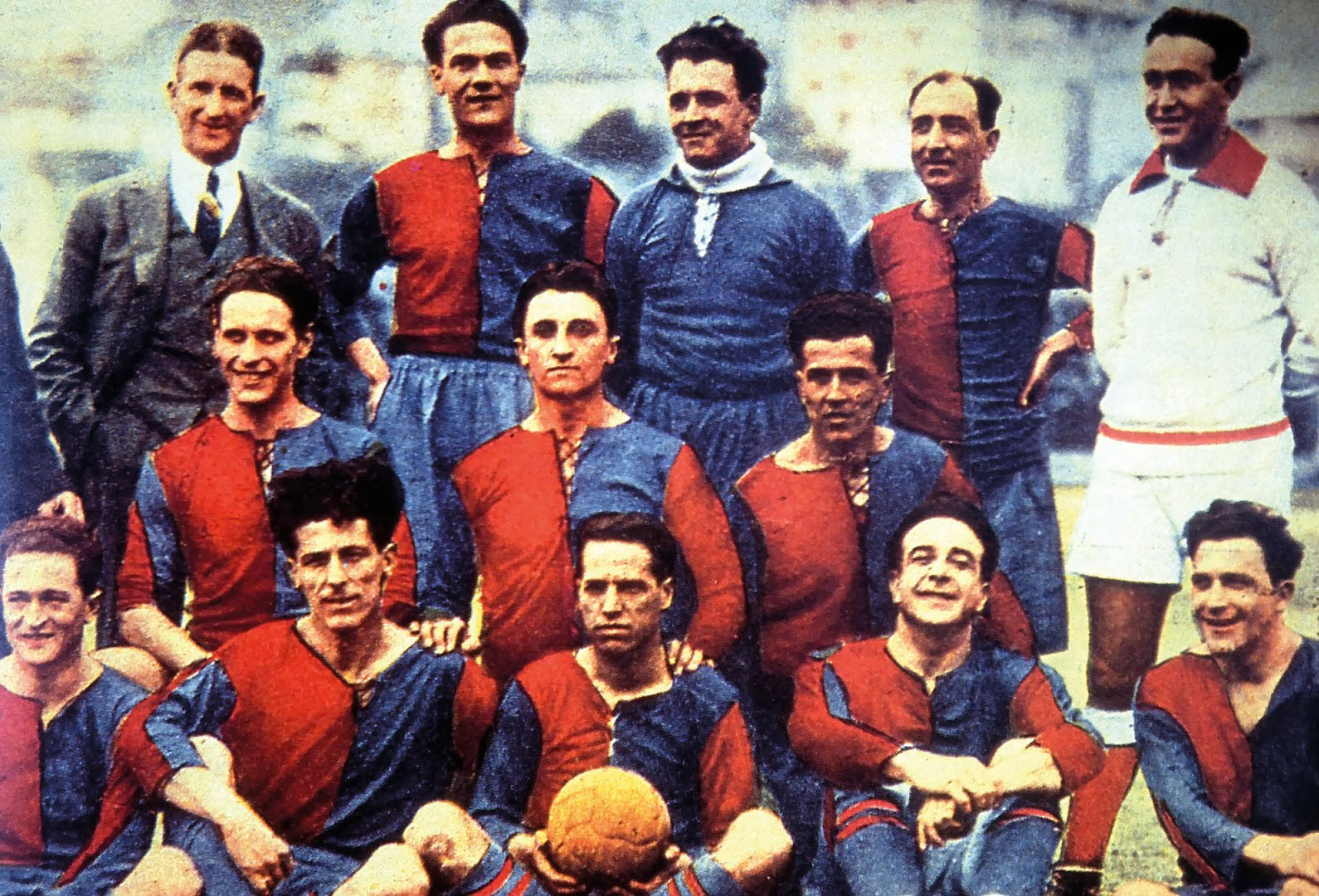
Burlando (seduto, al centro) nel Genoa campione d'Italia della stagione 1923-1924

Si formò nello SCA, società nota anche come Audace Genova, prima di venire ingaggiato nella sezione calcio dell'Andrea Doria, di cui già frequentava la palestra. Con i doriani giocò due stagioni nella massima serie italiana, raggiungendo nella prima il quinto posto del girone C delle semifinali nazionali, mentre in quella seguente, dopo aver sopravanzato il Genoa nel girone ligure, ottenne il terzo posto del girone B delle semifinali nazionali.
Nel 1921 venne ingaggiato dal Genoa, società in cui militò per 11 stagioni, tutte in massima serie; con i rossoblù vinse due campionati: il primo nella stagione 1922-1923, vinto senza subire sconfitte, e il secondo nella stagione seguente; con il Genoa partecipò anche a due edizioni della Coppa dell'Europa Centrale, nel 1929 e nel 1930, non andando mai oltre i quarti di finale.
Ritiratosi nel 1932, giocò ancora un incontro nella formazione riserve del Genova 1893 (il Genoa aveva cambiato denominazione sociale a partire dalla stagione 1928-1929), di cui era anche allenatore.

##### Nazionale
Burlando indossò anche la maglia azzurra. L'unica sua rete in nazionale è datata 21 maggio 1922, nella partita amichevole tra Italia e Belgio giocata a Milano: al minuto 71 Burlando rinviò palla da metà campo colpendo di piena fronte verso la porta avversaria, senza che difensori e portiere avversario intervenissero, e segnando così l'ultima rete dell'incontro, terminato 4-2 in favore degli italiani.
Le presenze in Nazionale furono 19, a cui se ne aggiungono altre 7 nella rappresentativa B.

#### Pallanuoto

##### Club
Nella pallanuoto, Burlando vestì solo i colori dell'Andrea Doria, con cui vinse almeno due campionati  nel 1921 e 1922.

##### Nazionale
Con la nazionale di pallanuoto maschile dell'Italia partecipò ai giochi olimpici di Anversa, con cui si piazzò al sesto posto della classifica finale.

### Allenatore e osservatore
Dopo la carriera calcistica, Luigi Burlando divenne consigliere, osservatore e anche allenatore del Genoa, occupandosi specialmente del settore giovanile.
Fu responsabile della prima squadra del Genoa nella stagione 1931-32, nelle veci di calciatore/allenatore, e per anni fece anche l'allenatore in seconda; un'abilità ed esperienza messa pure al servizio della Nazionale, grazie alla duratura collaborazione con Vittorio Pozzo, conquistando il campionato mondiale di calcio 1938.
Vittorio Pozzo disse di lui: "Mi capisce, mi interpreta e mi aiuta a creare nella squadra quell'ambiente di comprensione, di intesa, di freternità che starà alla base dei nostri successi".

## Statistiche

### Presenze e reti nei club
| Stagione            | Squadra             | Campionato          | Campionato | Campionato |
| Stagione            | Squadra             | Comp                | Pres       | R.S        |
| ------------------- | ------------------- | ------------------- | ---------- | ---------- |
| 1919-1920           | Andrea Doria        | 1ª Cat              | 16         | 0          |
| 1920-1921           | Andrea Doria        | 1ª Cat              | 19         | 4          |
| Totale Andrea Doria | Totale Andrea Doria | Totale Andrea Doria | 35         | 4          |
| 1921-1922           | Genoa               | 1ª Cat              | 22         | 3          |
| 1922-1923           | Genoa               | 1ª Div              | 25         | 2          |
| 1923-1924           | Genoa               | 1ª Div              | 25         | 1          |
| 1924-1925           | Genoa               | 1ª Div              | 24         | 0          |
| 1925-1926           | Genoa               | 1ª Div              | 22         | 0          |
| 1926-1927           | Genoa               | DN                  | 25         | 0          |
| 1927-1928           | Genoa               | DN                  | 34         | 1          |
| 1928-1929           | Genoa               | DN                  | 28         | 1          |
| 1929-1930           | Genoa               | A                   | 4          | 0          |
| 1930-1931           | Genoa               | A                   | 4          | 1          |
| 1931-1932           | Genoa               | A                   | 15         | 0          |
| Totale Genoa        | Totale Genoa        | Totale Genoa        | 228        | 9          |
| Totale Campionato   | Totale Campionato   |                     | 263        | 13         |

### Cronologia presenze e reti nella Nazionale di Calcio
| Cronologia completa delle presenze e delle reti in nazionale ― Italia | Cronologia completa delle presenze e delle reti in nazionale ― Italia | Cronologia completa delle presenze e delle reti in nazionale ― Italia | Cronologia completa delle presenze e delle reti in nazionale ― Italia | Cronologia completa delle presenze e delle reti in nazionale ― Italia | Cronologia completa delle presenze e delle reti in nazionale ― Italia | Cronologia completa delle presenze e delle reti in nazionale ― Italia | Cronologia completa delle presenze e delle reti in nazionale ― Italia |
| Data                                                                  | Città                                                                 | In casa                                                               | Risultato                                                             | Ospiti                                                                | Competizione                                                          | Reti                                                                  | Note                                                                  |
| --------------------------------------------------------------------- | --------------------------------------------------------------------- | --------------------------------------------------------------------- | --------------------------------------------------------------------- | --------------------------------------------------------------------- | --------------------------------------------------------------------- | --------------------------------------------------------------------- | --------------------------------------------------------------------- |
| 31-8-1920                                                             | Anversa                                                               | Norvegia                                                              | 1 – 2                                                                 | Italia                                                                | Olimpiadi 1920 - Consolazione 1º turno                                | -                                                                     |                                                                       |
| 20-2-1921                                                             | Marsiglia                                                             | Francia                                                               | 1 – 2                                                                 | Italia                                                                | Amichevole                                                            | -                                                                     |                                                                       |
| 5-5-1921                                                              | Anversa                                                               | Belgio                                                                | 2 – 3                                                                 | Italia                                                                | Amichevole                                                            | -                                                                     |                                                                       |
| 8-5-1921                                                              | Amsterdam                                                             | Paesi Bassi                                                           | 2 – 2                                                                 | Italia                                                                | Amichevole                                                            | -                                                                     |                                                                       |
| 15-1-1922                                                             | Milano                                                                | Italia                                                                | 3 – 3                                                                 | Austria                                                               | Amichevole                                                            | -                                                                     |                                                                       |
| 26-2-1922                                                             | Torino                                                                | Italia                                                                | 1 – 1                                                                 | Cecoslovacchia                                                        | Amichevole                                                            | -                                                                     |                                                                       |
| 21-5-1922                                                             | Milano                                                                | Italia                                                                | 4 – 2                                                                 | Belgio                                                                | Amichevole                                                            | 1                                                                     |                                                                       |
| 1-1-1923                                                              | Milano                                                                | Italia                                                                | 3 – 1                                                                 | Germania                                                              | Amichevole                                                            | -                                                                     |                                                                       |
| 4-3-1923                                                              | Genova                                                                | Italia                                                                | 0 – 0                                                                 | Ungheria                                                              | Amichevole                                                            | -                                                                     |                                                                       |
| 15-4-1923                                                             | Vienna                                                                | Austria                                                               | 0 – 0                                                                 | Italia                                                                | Amichevole                                                            | -                                                                     |                                                                       |
| 27-5-1923                                                             | Praga                                                                 | Cecoslovacchia                                                        | 5 – 1                                                                 | Italia                                                                | Amichevole                                                            | -                                                                     |                                                                       |
| 20-1-1924                                                             | Genova                                                                | Italia                                                                | 0 – 4                                                                 | Austria                                                               | Amichevole                                                            | -                                                                     |                                                                       |
| 9-3-1924                                                              | Milano                                                                | Italia                                                                | 0 – 0                                                                 | Spagna                                                                | Amichevole                                                            | -                                                                     |                                                                       |
| 25-5-1924                                                             | Colombes                                                              | Italia                                                                | 1 – 0                                                                 | Spagna                                                                | Olimpiadi 1924 - Fase eliminatoria                                    | -                                                                     |                                                                       |
| 2-6-1924                                                              | Parigi                                                                | Svizzera                                                              | 2 – 1                                                                 | Italia                                                                | Olimpiadi 1924 - Quarti di finale                                     | -                                                                     |                                                                       |
| 16-11-1924                                                            | Milano                                                                | Italia                                                                | 2 – 2                                                                 | Svezia                                                                | Amichevole                                                            | -                                                                     |                                                                       |
| 23-11-1924                                                            | Duisburg                                                              | Germania                                                              | 0 – 1                                                                 | Italia                                                                | Amichevole                                                            | -                                                                     |                                                                       |
| 14-6-1925                                                             | Valencia                                                              | Spagna                                                                | 1 – 0                                                                 | Italia                                                                | Amichevole                                                            | -                                                                     |                                                                       |
| 18-6-1925                                                             | Lisbona                                                               | Portogallo                                                            | 1 – 0                                                                 | Italia                                                                | Amichevole                                                            | -                                                                     |                                                                       |
| Totale                                                                |                                                                       | Presenze                                                              | 19                                                                    |                                                                       | Reti                                                                  | 1                                                                     |                                                                       |

## Palmarès

### Calcio

#### Competizioni nazionali
- Campionato italiano: 2

Genoa: 1922-1923, 1923-1924

### Pallanuoto
- Campionato italiano: 2

Andrea Doria 1921, 1922